# شروف
شروف یک نام خانوادگی است. افراد شاخص با این نام از این قرارند:
- جکی شروف
- تایگر شروف